# David Wheaton
David Wheaton (* 2. června 1969) je autor, rozhlasový moderátor a přispěvatel do Minneapolis Star Tribune. Dříve působil jako profesionální tenista reprezentující USA.

## Život
Wheaton se narodil v Minneapolis jako nejmladší ze čtyř dětí. Oženil se v roce 2009 a má jednoho syna.

### Profesionální tenis
Wheaton začal s tenisem ve čtyřech letech, hrál na svém prvním turnaji v osmi letech, v roce 1984 získal jako první nováček tenisový titul na střední škole v Minnesotě a během posledních dvou a půl let vysoké školy byl vyškolen na tenisové akademii Nick Bollettieri, hrál jeden rok na Stanfordu a poté soutěžil 13 let na profesionálním turné.
Junioři
V roce 1987 získal Wheaton juniorský titul na US Open a byl v USA prvním juniorským hráčem. V roce 1988 pomohl tenisovému týmu Stanfordovy univerzity vyhrát titul týmu NCAA a získal cenu Block S Award jako nejvýznamnější sportovec prvního ročníku ve Stanfordu.
Pro tour
Wheaton se stal profesionálem 4. července 1988 a získal svůj první titul ve dvouhře nejvyšší úrovně v roce 1990 na mistrovství USA v antuce na hřišti v Kiawah Island v Jižní Karolíně. Byl také druhý v roce 1990 US Open čtyřhře mužů (s Paulem Annaconem).
Nejvýznamnější úspěchy jeho kariéry přišly v roce 1991. Vyhrál turnaj v Mnichově a ve finále 7–5, 6–2, 6–4 porazil Michaela Changa ve dvou setech. Rovněž se dostal do semifinále dvouhry ve Wimbledonu (porazil Petra Kordu, Cédrica Piolineho, Ivana Lendla, Jana Gunnarssona a Andreho Agassiho, poté jej vyřadil Boris Becker) a na Australian Open zvítězil ve čtyřhře mužů (partnerství se svým bývalým spoluhráčem ze Stanfordu Patrickem McEnroem). Wheaton dosáhl svého žebříčku ve dvouhře na světové špičce 12 v červenci 1991.
Během své kariéry Wheaton vyhrál tři nejvyšší úrovně ve dvouhře a tři tituly ve čtyřhře, což reprezentovalo USA v Davis Cupu (v. Austrálie, 1993) a dosáhl semifinále nebo lepšího ve dvouhře nebo ve čtyřhře každého grandslamového turnaje a porazil vysoce postavené hráče jako je Andre Agassi, Jimmy Connors, Ivan Lendl, Stefan Edberg, Jim Courier a Michael Chang.
Wheaton odešel z profesionální dráhy v roce 2001 po sérii zranění. Od té doby hrál na některých turnajích seniorů a v roce 2004 vyhrál šampionát „Wimbledon Over 35 Doubles“ (s T.J. Middletonem). Roku 2011 získal Eugene L. Scott Renaissance Award, cenu udělovanou národnímu či mezinárodnímu tenisovému šampionovi, který prokazuje vynikající výsledky v podpoře a rozvoji tenisu ve veřejných parcích.